# Caenoneura
Caenoneura – rodzaj muchówki z podrzędu krótkoczułkich i rodziny zwieskowatych.
Rodzaj ten opisany został w 1923 roku przez Otto Kröbera, który jego gatunkiem typowym wyznaczył C. robusta.
Muchówki te odznaczają się użyłkowaniem skrzydeł zagęszczającym się u ich przedniej krawędzi. Żyłki R5 i M1+2 gwałtownie skręcają ku brzegowi przedniemu, a komórka radialna r5 jest zamknięta. 
Znane są tylko dwa palearktyczne gatunki:
- Caenoneura nigra Kelsey, 1969 – endemit Hiszpanii[3][2].
- Caenoneura robusta Kröber, 1923 – endemit Egiptu[2].